# Matajur
Il Matajur (detto anche Monte Re; Matajûr in friulano, Baba in dialetto sloveno locale) è una montagna delle Prealpi Giulie alta 1.641 m s.l.m. che si trova nella parte orientale del Friuli, sovrastando la città di Cividale.

## Storia
Si ritiene che il Matajur fosse scalato dal re longobardo Alboino quando, giunto in prossimità dell'Italia, lo risalì per ammirare le fertili pianure friulane che stava per invadere.
L'altura del Matajur, nel corso della prima guerra mondiale, fece parte dell'ultima linea di difesa italiana approntata dalla 2ª Armata per la protezione della pianura friulana in caso di sfondamento dei reparti combattenti nelle posizioni avanzate.
Il monte passò alla storia in quanto, nel corso della battaglia di Caporetto, il tenente Rommel, il futuro feldmaresciallo, ne conquistò la cima.
Il 24 ottobre 1917, dopo un lungo bombardamento, il tenente Rommel, a capo di sei compagnie tedesche, lanciò una veloce offensiva, con la tattica dell'attacco a sorpresa, sul Colovrat e in breve tempo ne conquistò le cime. Invase quindi la vallata di Savogna ed attaccò il Matajur, difeso dalla Brigata Salerno.
Dopo 52 ore di marce sfibranti ed audaci combattimenti, ne conquistò la vetta facendo quasi 9000 prigionieri ed un enorme bottino di materiale bellico. L'avanzata del tenente Rommel fu uno dei più importanti episodi della battaglia di Caporetto perché fu determinante per la tragica ritirata italiana. Dal Matajur, Rommel proseguì, attraverso Longarone, la sua veloce avanzata fino al fiume Piave.

### Toponimo

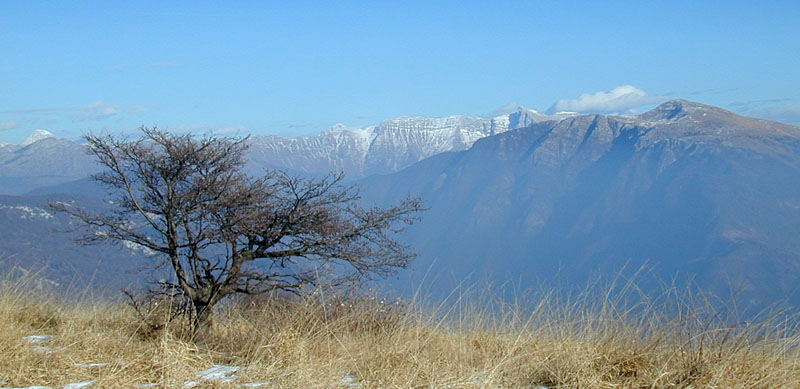
Il ripido versante ovest del Matajur visto dal monte Joanaz

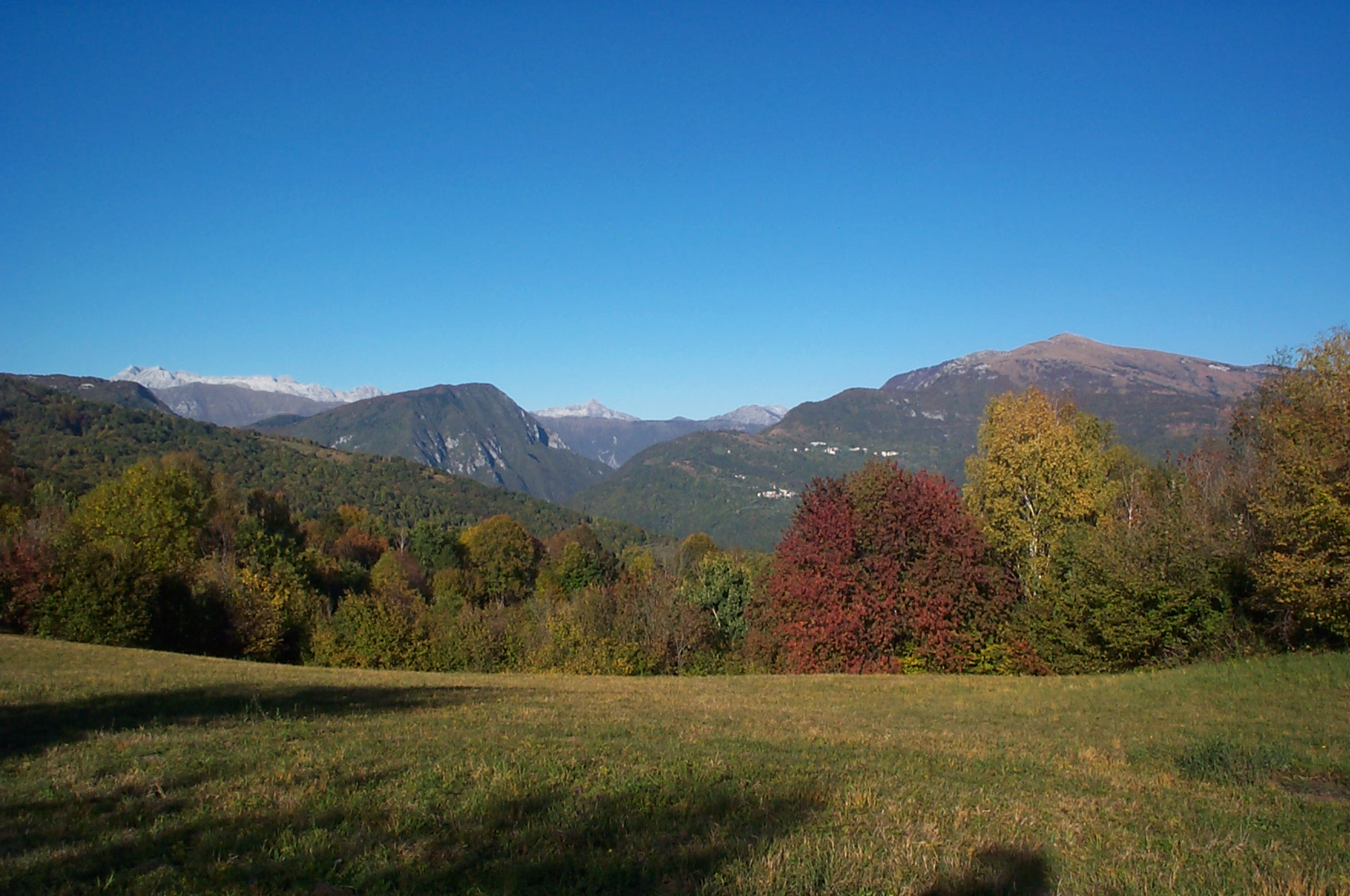
Le Prealpi Giulie con il Matajur

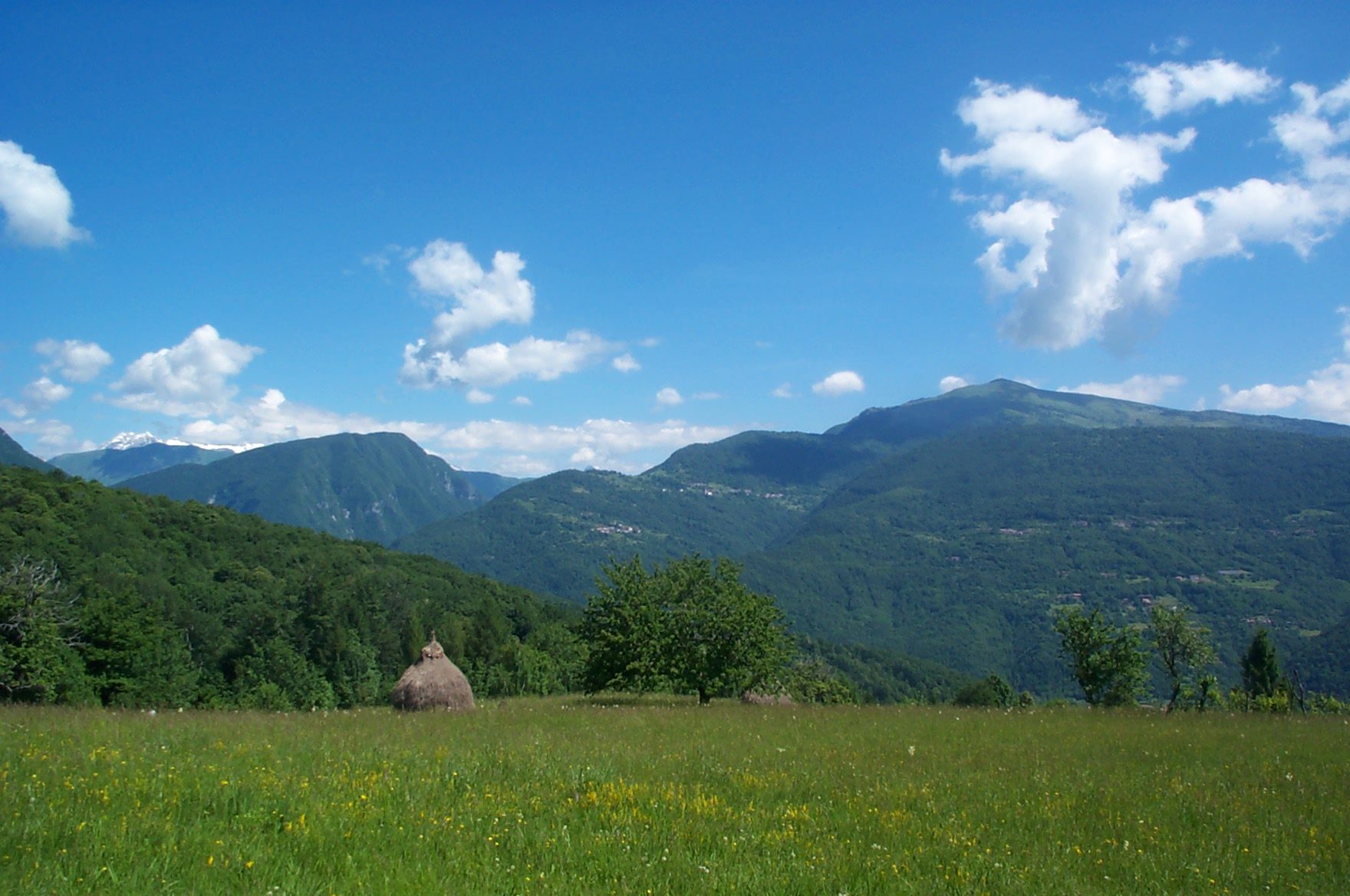
Sulla destra il monte Matajur

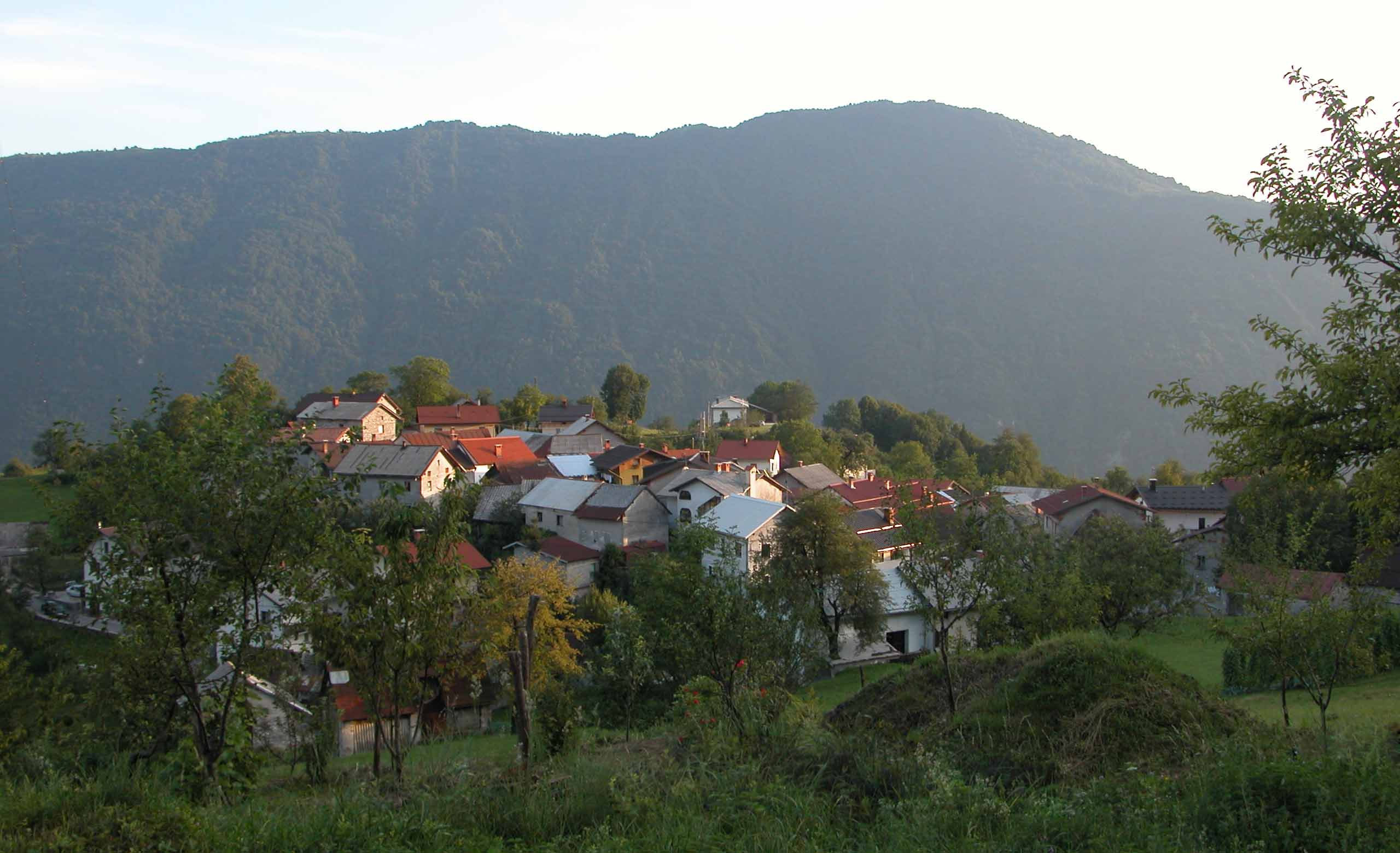
Il Matajur visto dalla Slovenia

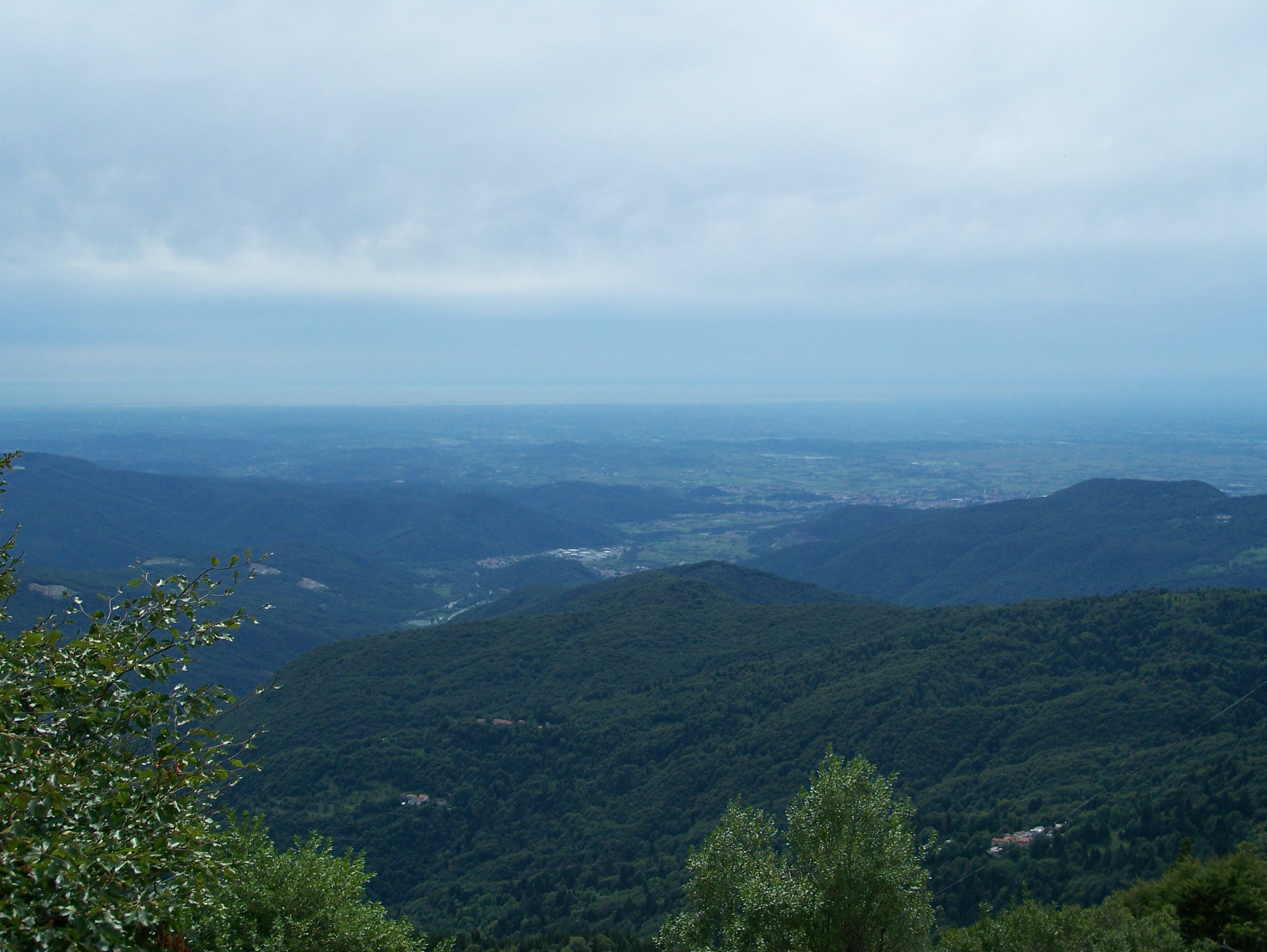
Vista della pianura friulana dal Rifugio Pelizzo

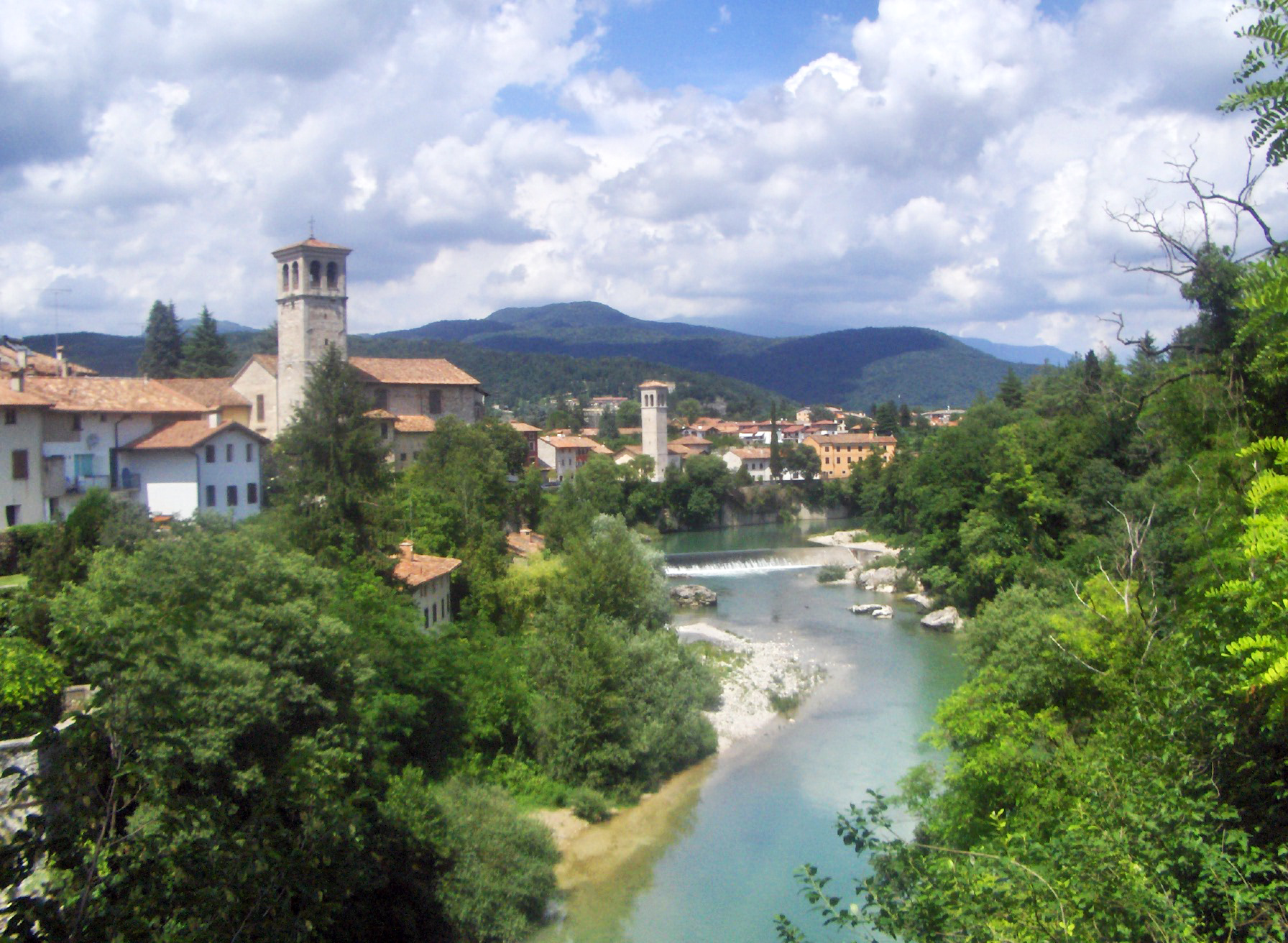
Il monte Matajur visto da Cividale del Friuli

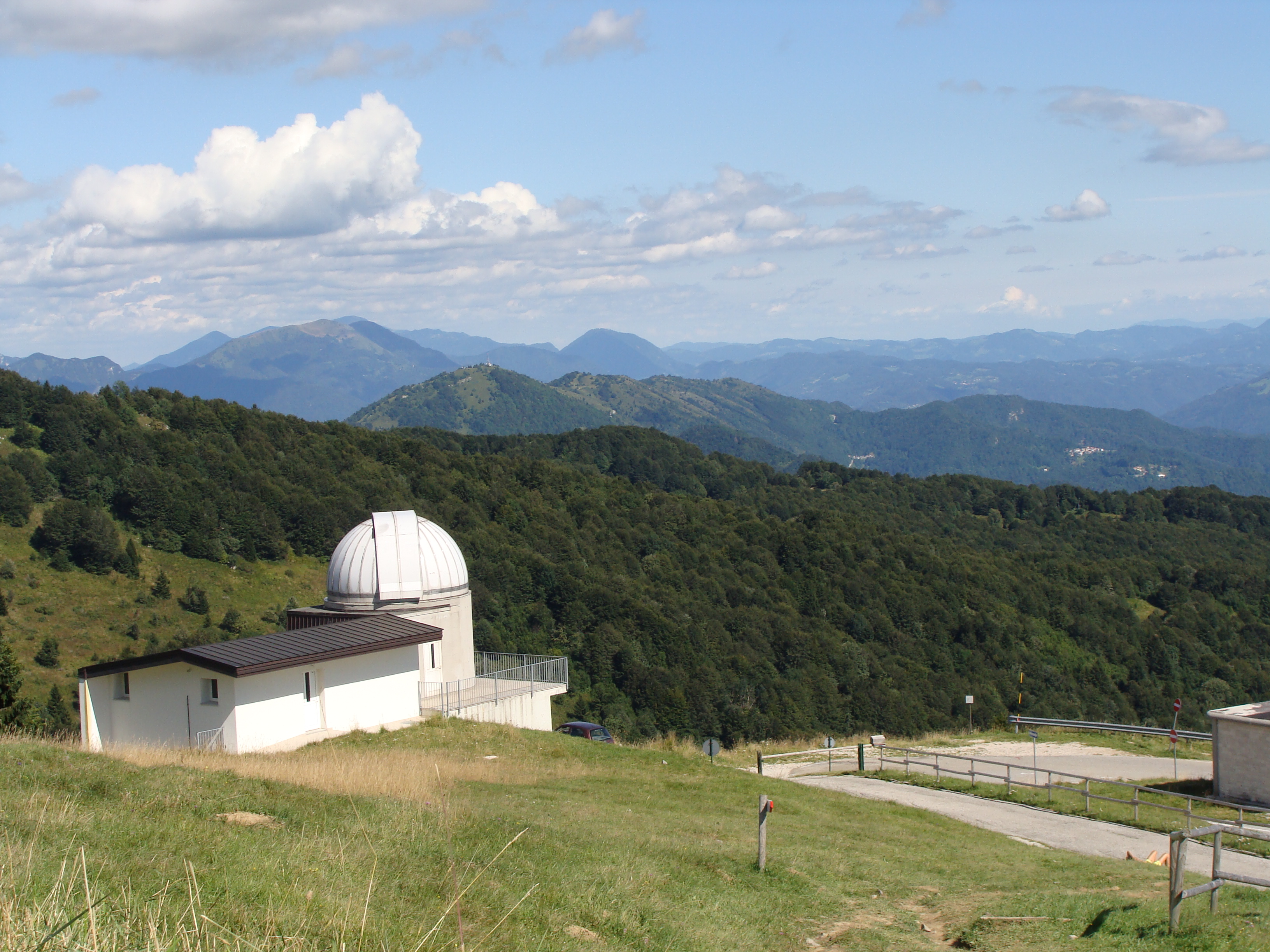
L'osservatorio del monte Matajur

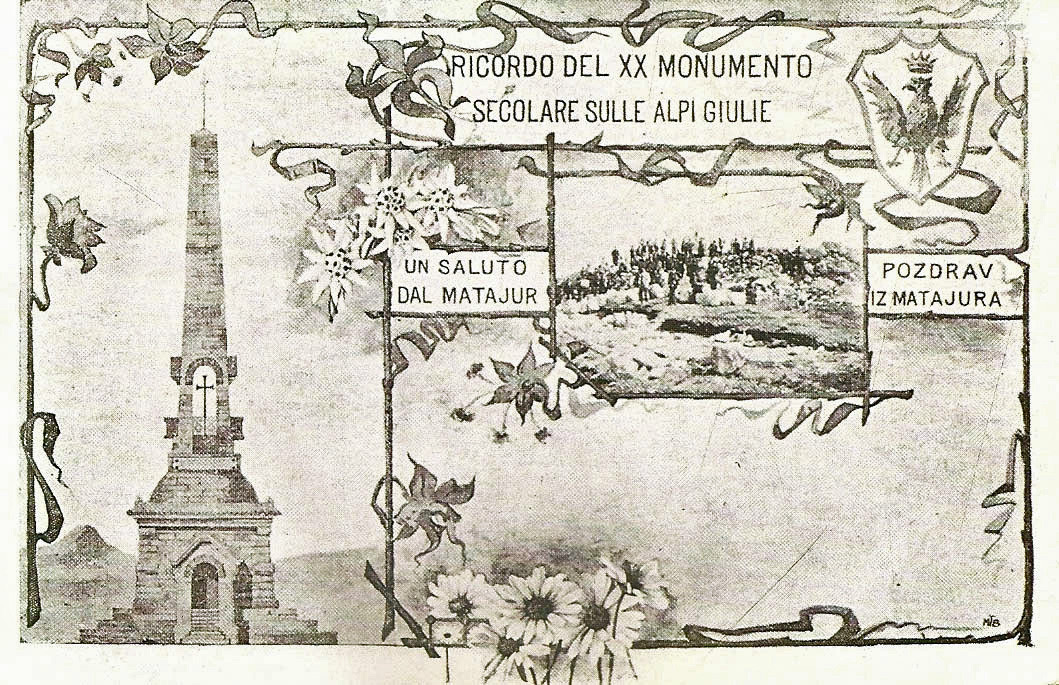
Immagine della vecchia cappella del Matajur

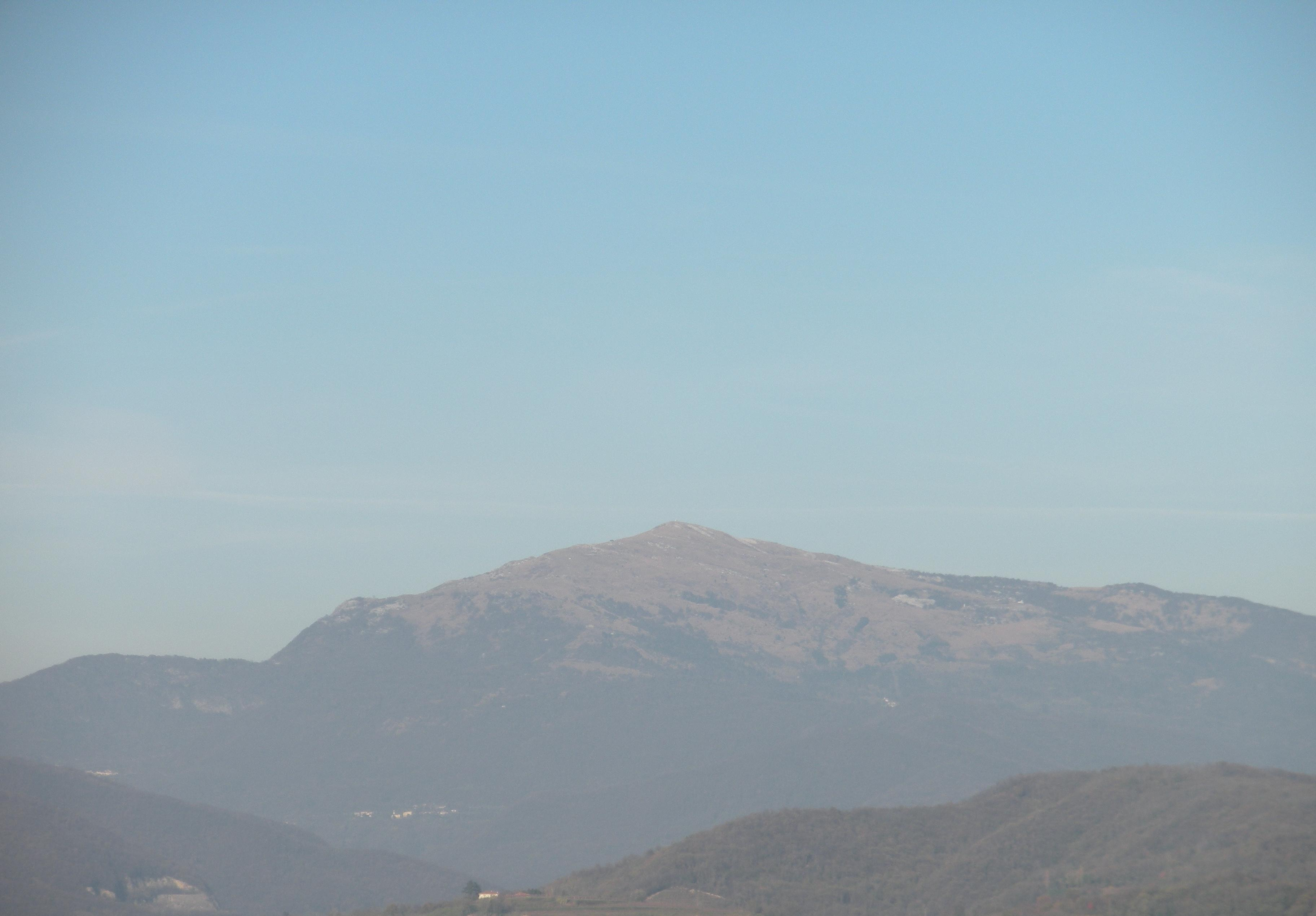
Monte Matajur dai Colli Orientali del Friuli

Il toponimo Matajur compare negli scritti e sulla carte geografiche solamente nel secolo XVIII. Il nome ha origine da Mont Major (Monte Maggiore di Cividale) che, nel tempo, è mutato in Mot Major, Mat Major, Matajor e, infine, Matajur. La popolazione locale lo chiama anche (Velika) Baba, che sta ad indicare una vetta rocciosa isolata, o, solo dal XX secolo, Kalona con riferimento all'obelisco eretto a fianco della cappella del Cristo Redentore e distrutto, come indicato in seguito, nel corso della prima guerra mondiale.

## Geografia
Il monte, nonostante la limitata altezza, è facilmente individuabile dalla pianura friulana per la sua caratteristica forma conica ed è il rilievo più rappresentativo ed il simbolo delle Valli del Natisone.
Il periodo di formazione del monte non è precisamente databile in quanto risulta composto, per lo più, da materiale sedimentario dei periodi compresi tra il giurassico ed il cretacico superiore. Sondaggi effettuati sui versanti del monte hanno portato all'individuazione di tracce di oro con zinco, argento e mercurio nativo.
La salita al monte, che è rivestito fino alla vetta da boschi o prati, non presenta particolare difficoltà per la scarsa pendenza dei fianchi. Il modo più breve e semplice per raggiungere la vetta è quello di iniziare la salita partendo dal rifugio Guglielmo Pelizzo, che è raggiungibile in auto con una comoda strada asfaltata. Come alternativa si può partire dalla frazione di Mersino da dove mulattiere e sentieri, che attraversano boschi e prati dove crescono narcisi, crochi, fragole, lamponi e mirtilli, portano, in circa un'ora e mezzo e senza difficoltà, alla meta.
Sulla cima del monte spicca la chiesetta del Cristo Redentore, costruita sulle macerie della cappella inaugurata nel 1901 per ricordare i diciannove secoli dalla Redenzione e colpita prima da un fulmine e quindi distrutta dalle vicende belliche legate alla battaglia di Caporetto.
Dalla cima si può osservare un panorama che spazia dal Carso, all'Istria, alla laguna di Grado e alle cime del Canin, del Mangart, del Tricorno, del Monte Nero e delle Dolomiti. Nelle giornate particolarmente terse è visibile Venezia e si possono avvistare i Colli Euganei
Dai fianchi del monte sgorgano le acque delle sorgenti e dei torrentelli che ingrossano il fiume Natisone e, nella vallata di Savogna, le acque del torrente Alberone e dei suoi affluenti di destra.

Nel versante sud, nei pressi della fonte Skrila, da cui nasce l'Alberone, sono presenti delle interessanti conformazioni carsiche, i campi solcati, alla base dei quali ci sono delle brevi pareti (10–12 m) su cui è possibile arrampicare, una sorta di palestra di roccia naturale.
Nella zona del monte Matajur, ed in special modo nella valle di Savogna, sono presenti un numero notevole di cavità e di grotte tra le quali occorre ricordare la voragine di Cerconizza, la Ta Pot Čelan Jama, la Velika Jama, la grotta Klančina di Mersino Alto, la Sesna Jama di Mersino, la Casera Glava di Masseris e la grotta di Jeronizza.
La cima del monte è stata, fin da tempi remoti, terra di confine: dapprima con l'Austria, poi con la Jugoslavia e, oggigiorno, con la repubblica di Slovenia. Ai piedi del versante settentrionale del Matajur scorre la Strada statale 54 del Friuli, che è la via di comunicazione più agevole tra l'Italia e la Slovenia per chi deve accedere al tratto medio dell'Isonzo.

## Ambiente

### Flora
Nella zona montagnosa del Matajur crescono circa 619 specie di piante vascolari; le sue pendici esercitano un grande interesse per gli studiosi della flora delle Prealpi italiane perché, per la sua posizione orografica tra la pianura friulana a la catena alpina retrostante, offre la presenza di una grande varietà (e anche qualche rarità) di piante. Il monte è coperto da vegetazione fino sulla vetta dove crescono piante officinali quali l'assenzio.
Nelle quote più basse si possono trovare la stellina odorosa o asperula, il tarassaco, la valeriana, la campanula carnica, il geranio sanguigno, il geranio odoroso, l'aconito napello, la campanula thyrsoides thyrsoides e thyrsoides carnicola, la euonymus verrucosa o berretta del prete. Salendo di quota, nel sottobosco si possono osservare l'anemone trifolia, la dentaria cardamine, la paris quadrifolia, l'aposseris foetida, la saxifraga rotundifolia.
Oltre al limite dell'estensione boschiva crescono la sexifraga petraea, l'aconitum angustifolium, la sedum roseum, la pulsatilla montana, il rododendro, il botton d'oro. In quota si possono trovare il narciso, l'asfodelo, la centaurea, il giglio arancione della Carnia o lilium carnicum, la genziana maggiore, la genziana minore. Per quanto attiene alle specie arboree, il lavoro dell'uomo ha favorito, nella parte inferiore del monte, la coltivazione di meli, peri e castagni e, a quote superiori, la crescita di boschi di conifere e latifoglie. Crescono spontaneamente, invece, macchie di faggi, di betulle, di maggiociondolo, di larici e ontani verdi.

### Fauna
Sul Matajur è possibile osservare diversi animali selvatici; tra i mammiferi e gli uccelli maggiori sono comuni caprioli, cervi, lepri, volpi, cinghiali, corvi imperiali, poiane, galli forcelli e galli cedroni. Le marmotte erano state introdotte nelle rocce carsiche adiacenti alle malghe di Mersino, ma dopo alcuni anni sono scomparse. Sono inoltre di passaggio in alcune stagioni dell'anno grifoni e aquile. Ci sono stati anche rari avvistamenti diretti o indiretti (tracce, feci, carcasse ecc.) di orsi e di sciacalli dorati.

## Attività

### Escursionismo
Sul Matajur sono presenti diversi percorsi escursionistici o alpinistici:
- Il sentiero CAI 725, parte del Sentiero Italia e della Via Alpina risale il monte lungo la cresta sud-occidentale partendo dal paese di Stupizza, sul fiume Natisone (203 m s.l.m.); lasciando sotto di sé il paese di Mersino arriva alle Malghe di Mersino e, dopo aver attraversato il fianco occidentale sotto la cima, la raggiunge risalendo una breve cresta settentrionale[17].
- Il sentiero CAI 736, anch'esso attraversato dal Sentiero Italia e dalla Via Alpina, parte dal paese di Cepletischis (547 m s.l.m.) e arriva alla vetta dal versante orientale, restando sempre esposto a sud; quindi ridiscende il versante meridionale fino al rifugio Guglielmo Pelizzo (1325 m s.l.m.). Una variante è il sentiero CAI 736a, che parte dal paese di Masseris (760 m s.l.m.), per collegarsi quindi al sentiero principale[18][19].
- Il sentiero CAI 749 parte da San Pietro al Natisone, in località "Le Querce" (174 m s.l.m.), a fondo valle e, risale il versante meridionale sfiorando le Malghe di Mersino, prosegue verso il rifugio non custodito Dom Na Matajure (1550 m s.l.m.) e quindi arriva in cima[20].
- Il sentiero CAI 749a parte dalla località Makota e giunge alla vetta del monte San Canziano[21]
- Il sentiero CAI 750 collega il sentiero 736 alle Malghe di Mersino, attraversano il versante meridionale della montagna tenendosi tra i 1400 e i 1300 m s.l.m.; lungo il suo percorso si incontra la fonte Skrila (1372 m s.l.m.), un bivio che porta a dei campi solcati e ad una piccola palestra di roccia su cui si possono fare brevi arrampicate, la fonte Kunes e il rifugio Pelizzo[22].
- Il sentiero CAI 750a collega il Dom Na Matajure al sentiero 736, attraversano parte del versante meridionale ad altezza costante[23].
- La Via Palma (sentiero CAI 724), sentiero per escursionisti esperti, risale il versante nord-occidentale dal Valico di Stupizza (223 m s.l.m.) con una forte pendenza per collegarsi al sentiero 725 all'altezza delle Malghe di Mersino[24].
- Un sentiero sloveno risale il versante orientale dal paesino di Avsa (860 m s.l.m.), sopra Luicco (Livek), in Slovenia, passando per il rilievo del Mrzli Vrh e incrociando una mulattiera, arriva quindi in vetta[25].
- Dalla località di Svino, nei pressi di Caporetto (Kobarid), in Slovenia, un altro sentiero risale il versante settentrionale e si immette, nelle vicinanze della vetta, nel sentiero che parte da Luicco[26].

#### Rifugi
Sulle pendici del monte sono presenti i seguenti rifugi:
- Dom na Matajure, sulla sponda occidentale a 1554 m s.l.m.[27];
- Guglielmo Pelizzo, sul versante meridionale a 1320 m s.l.m.[28].

### Osservatorio
Il 31 agosto del 2013 è stato inaugurato l'osservatorio astronomico posizionato nei pressi la vetta del monte. La sua realizzazione è stata curata dalla Comunità montana del Torre, Natisone e Collio e l'attività viene gestita dall'Associazione Friulana di Astronomia e meteorologia di Remanzacco. L'osservatorio viene utilizzato per scopi scientifici ed utilizzato anche a fini didattici.

### Eventi annuali
- Nella vallata di Savogna, durante l'ultima settimana di carnevale viene organizzato il tradizionale carnevale delle Valli, in cui le maschere tipiche (quali quelle dei Pust, dei Belli e dei Brutti, dell'Angelo e del Diavolo, tra le più significative) passano di paese in paese ospitate nelle case degli abitanti del luogo[30].
- Sempre in comune di Savogna, il primo di maggio, viene effettuata la manifestazione sportiva non competitiva Triajur, una gara di triathlon in tre frazioni: la prima, con partenza da Savogna, si svolge in mountain bike fino all'abitato di Montemaggiore; la seconda, a piedi, fino alla vetta; la terza, sempre a piedi, dalla vetta del Matajur sino all'arrivo posto a Masseris[31].
- Annualmente, nel mese di luglio, si corre la gara di mountain bike di tipo Marathon Downhill chiamata Matadown, organizzata dall'associazione Vallimpiadi[32]. La manifestazione consiste nella discesa dalla cima del monte Matajur, dopo una spettacolare partenza di massa, lungo un percorso di 11 chilometri di single track e 1550 metri di dislivello fino al paese di Savogna.
- Presso la cima del monte, la prima domenica di settembre, si svolge la "Festa della montagna", promossa dal comune di Savogna e dalla Comunità montana del Torre, Natisone e Collio[33].

## Galleria d'immagini

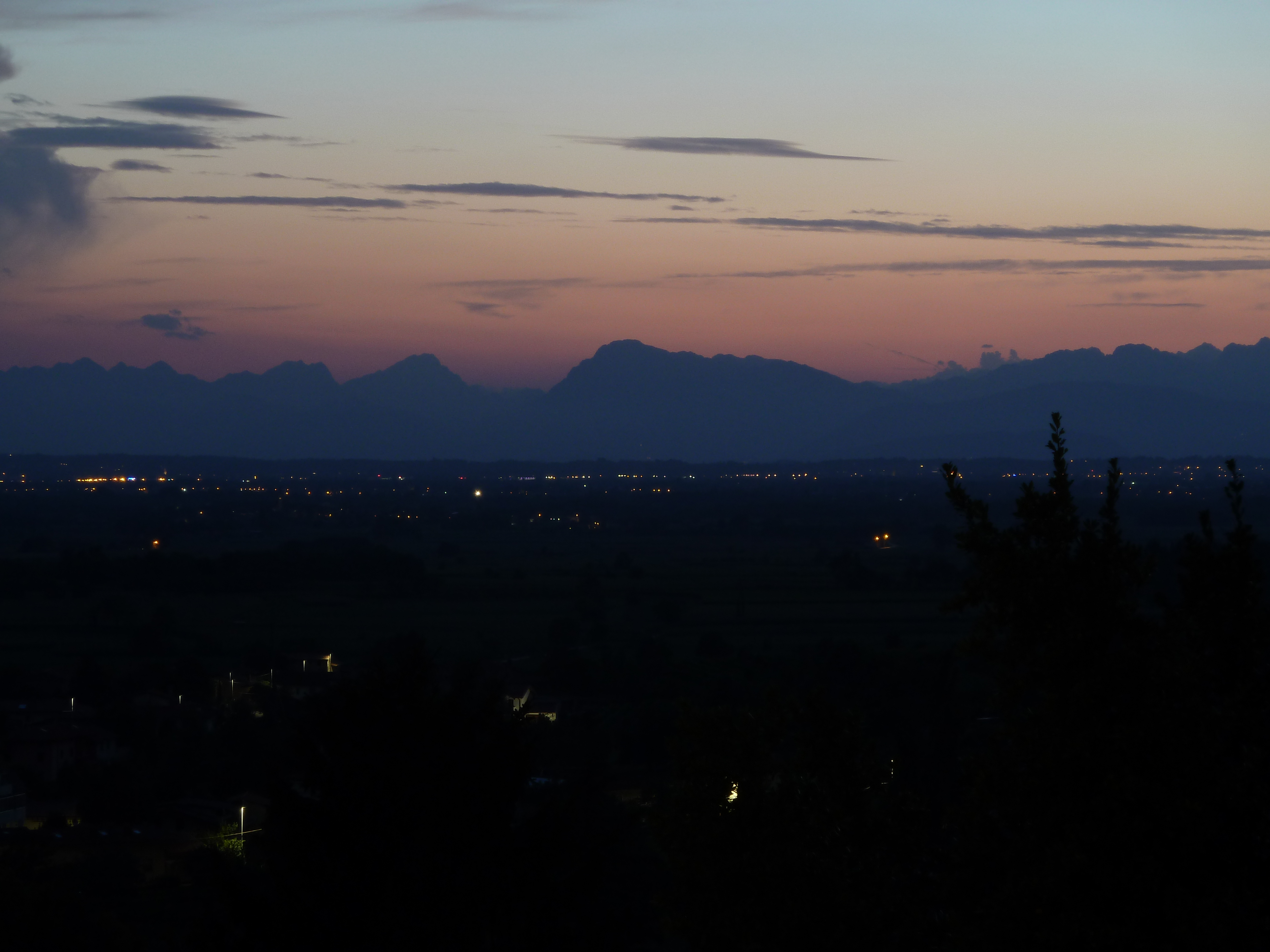
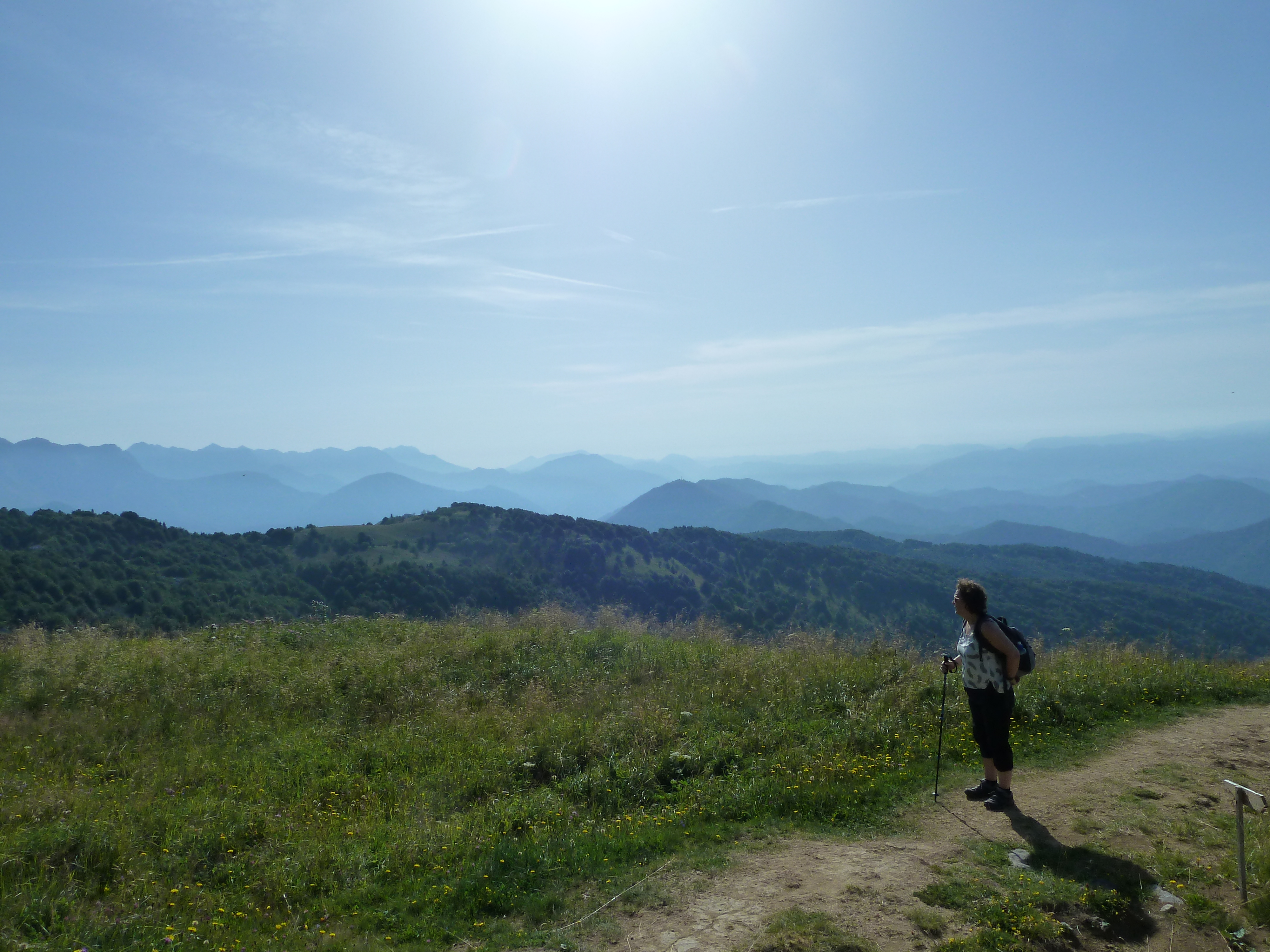
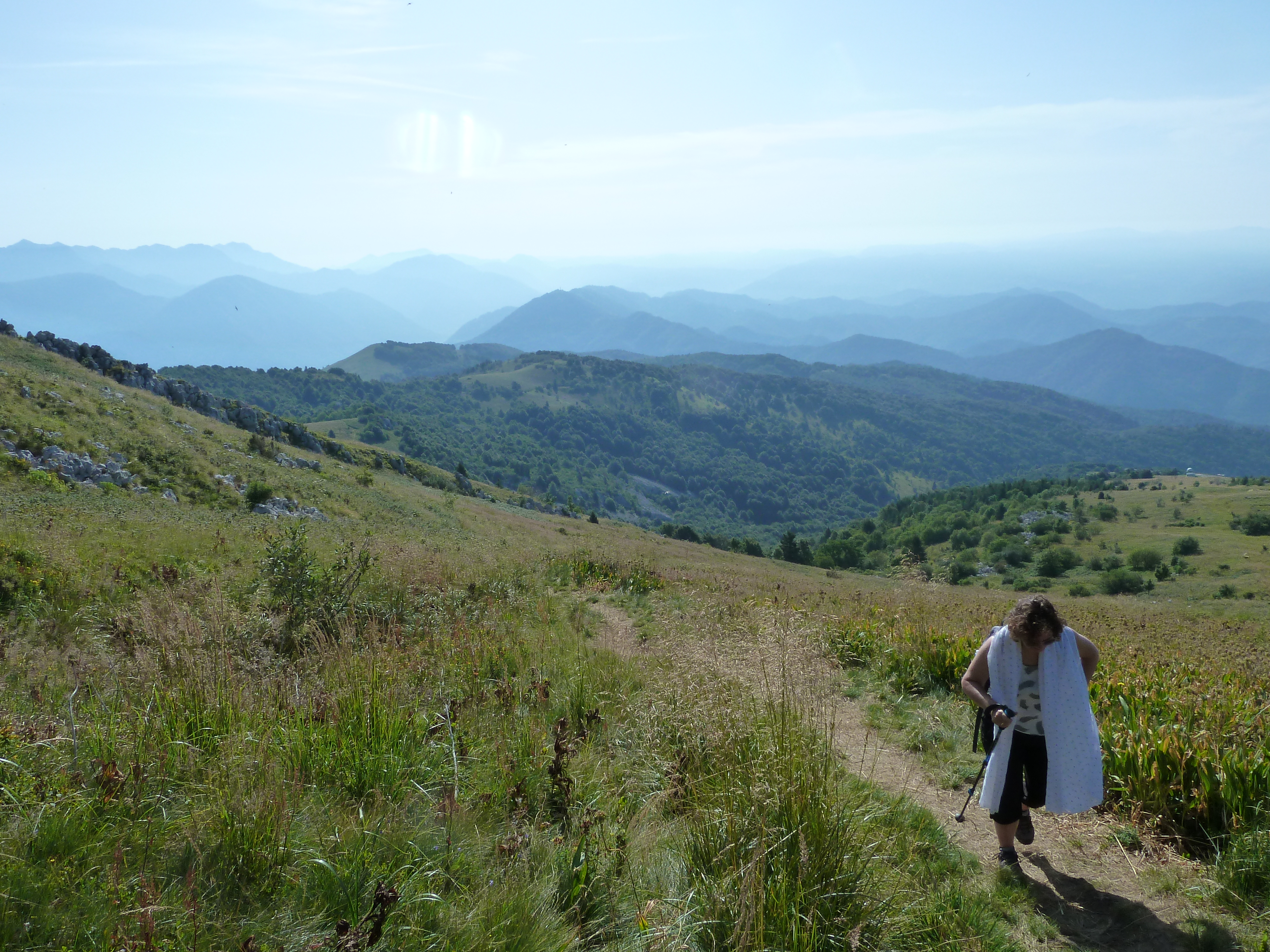
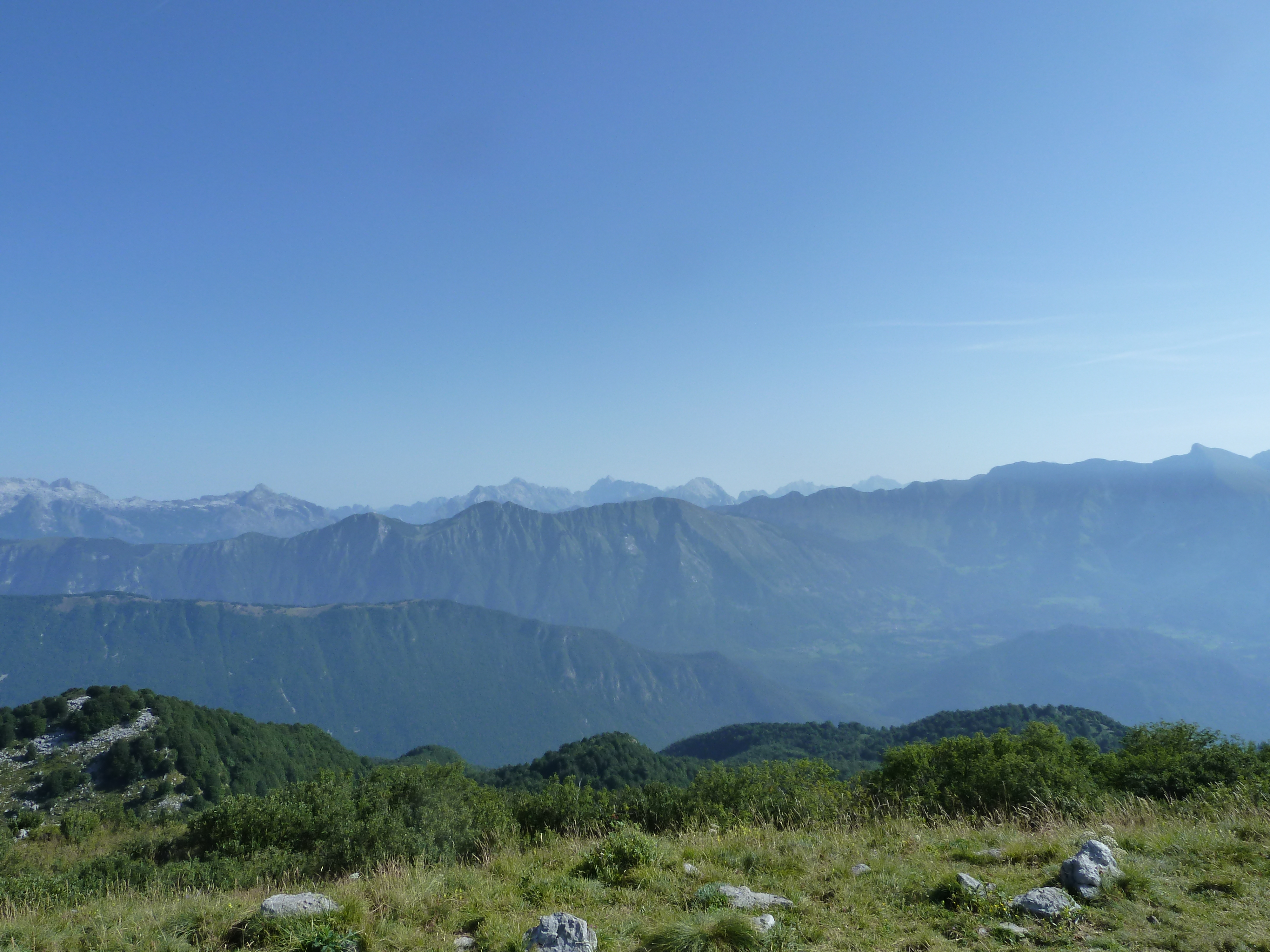
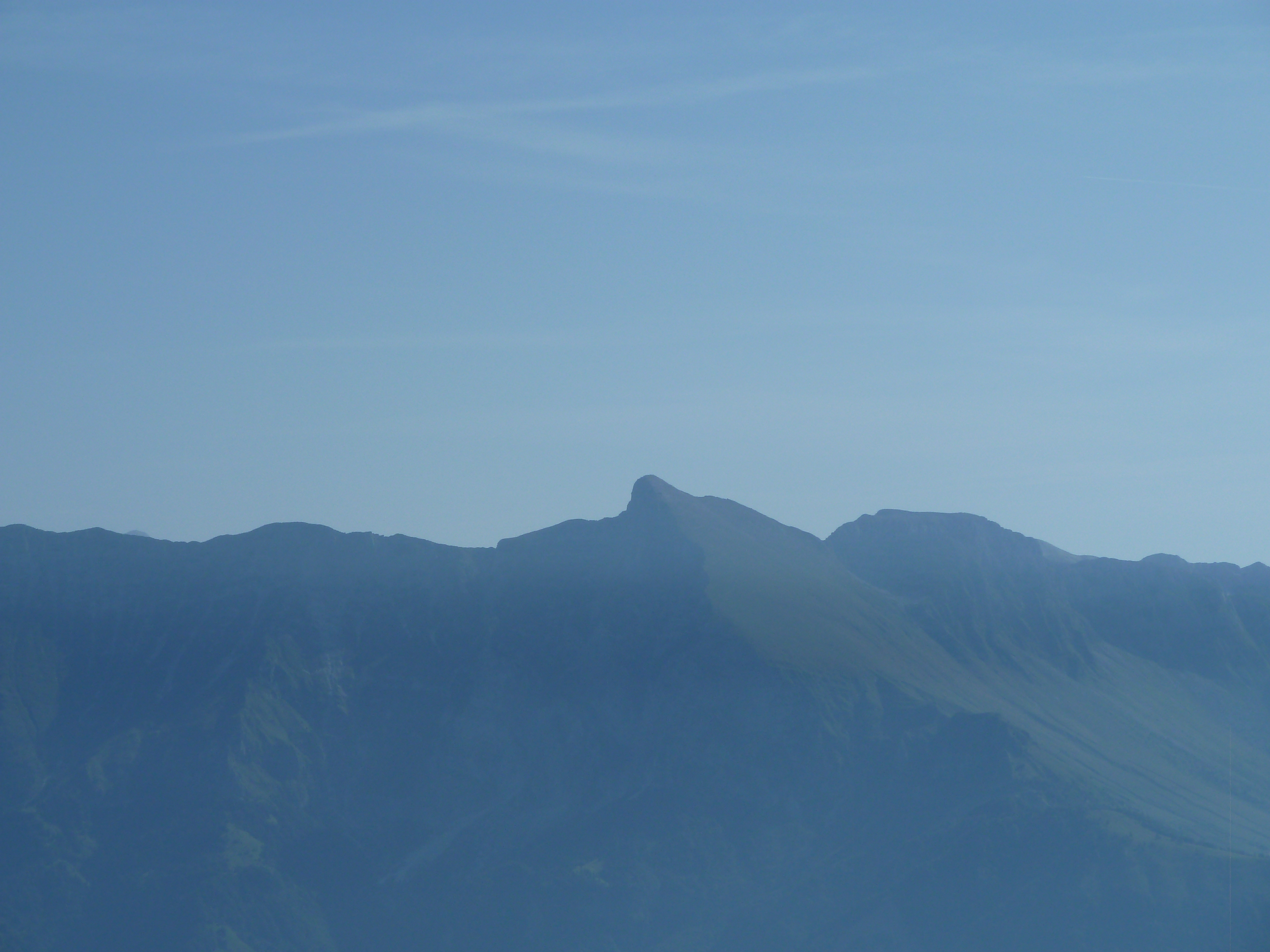
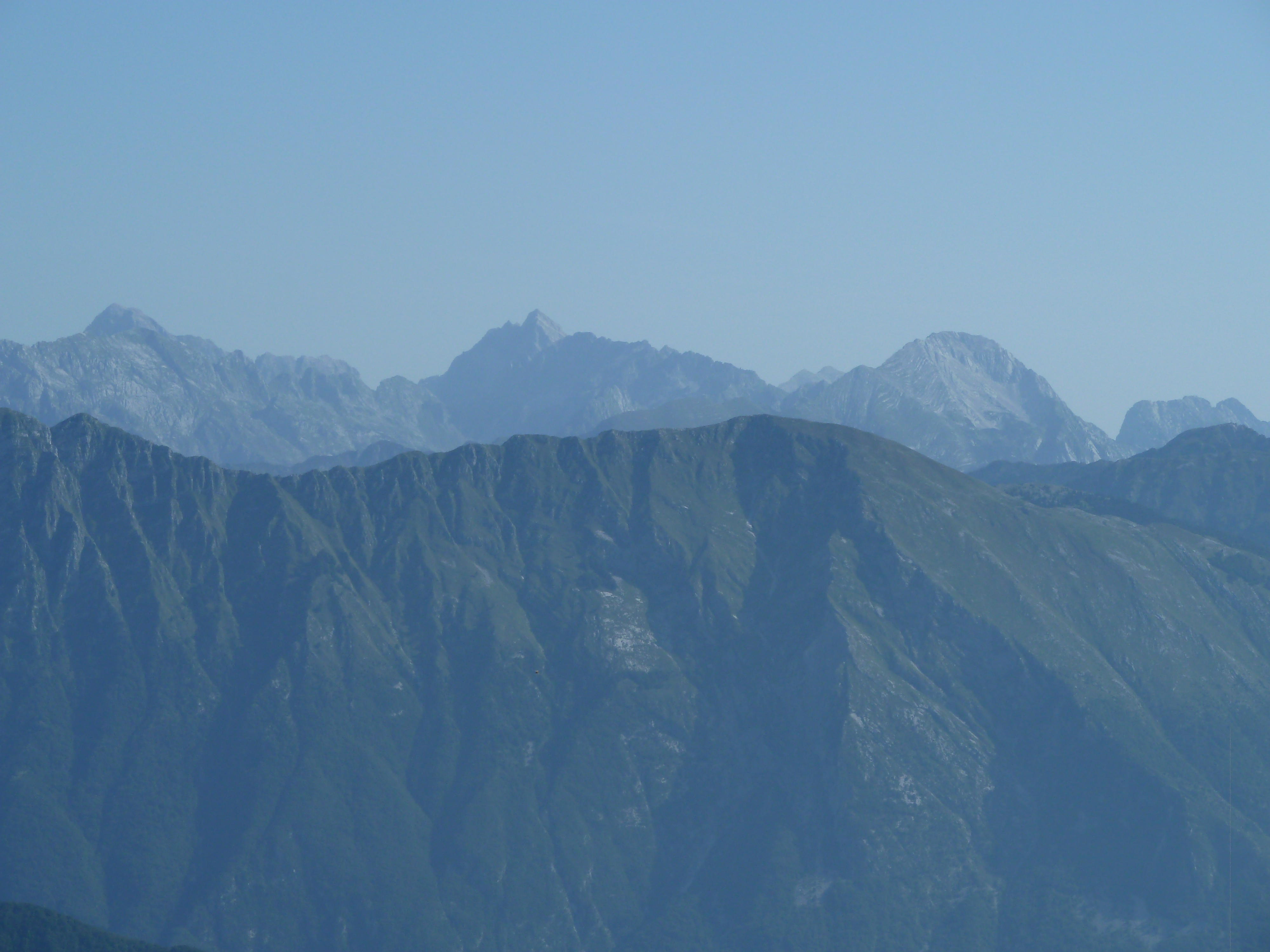
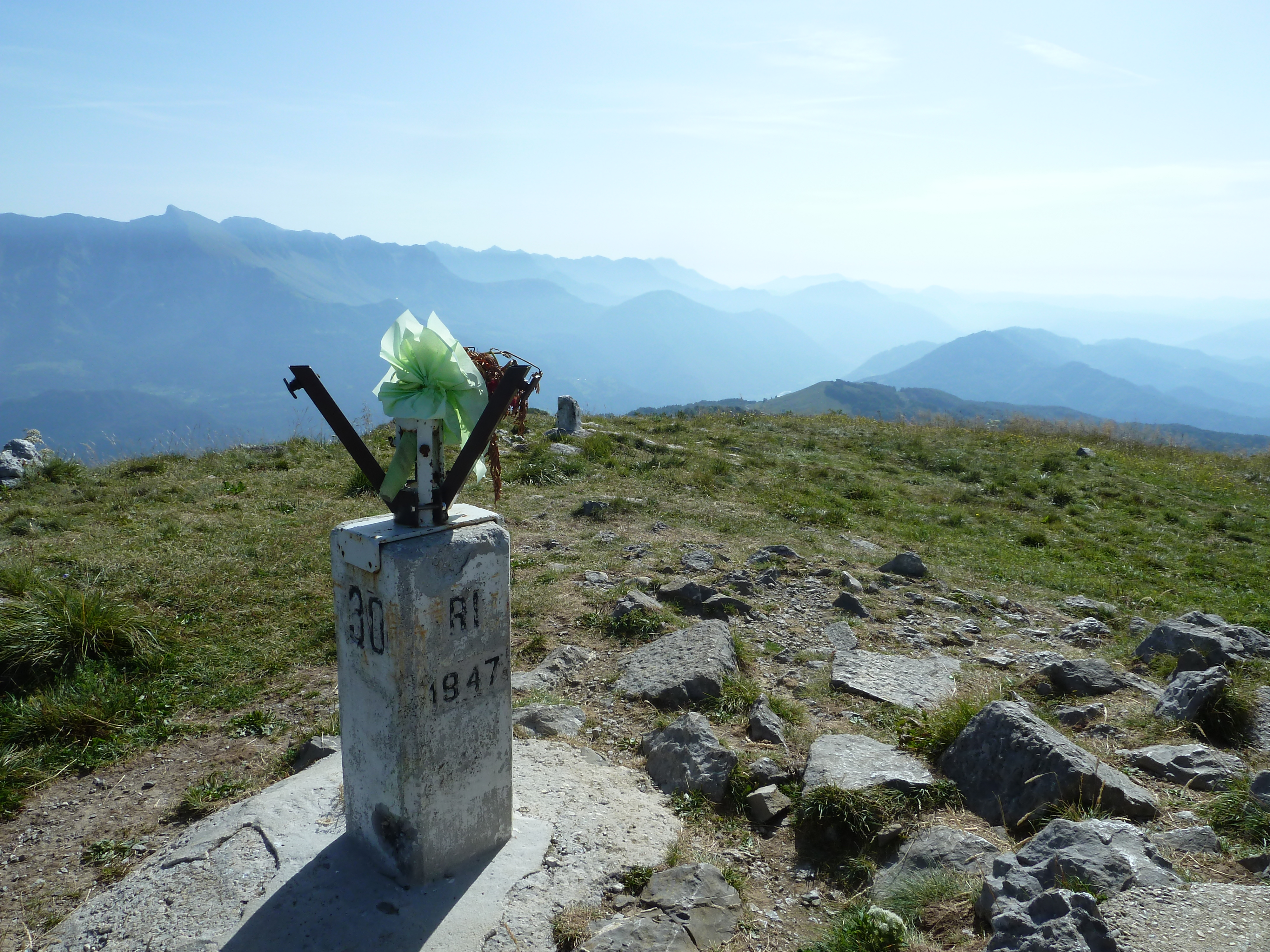